# Josh Charles (attore)
Joshua Aaron Charles (Baltimora, 15 settembre 1971) è un attore statunitense.
Oltre ad aver recitato in molti film e serie televisive, è stato il regista di alcuni episodi della serie The Good Wife, di cui è stato anche tra i protagonisti nel ruolo di Will Gardner, che gli valse due candidature ai Primetime Emmy Award. È conosciuto inoltre per i ruoli di Dan Rydell in Sports Night, e di Knox Overstreet nel film L'attimo fuggente.

## Biografia
Nato a Baltimora, nel Maryland, figlio di Laura Heckscher, un'editorialista di gossip per il giornale The Baltimore Sun, e Allan Charles, proprietario di una nota agenzia pubblicitaria. Di famiglia ebraica, nel 1980 ha iniziato la sua carriera interpretando una commedia. Da adolescente, ha trascorso quattro estati al Stagedoor Manor Performing Arts Training Center a Loch Sheldrake, Sullivan County (New York), per migliorare le sue abilità di recitazione. Si è diplomato alla Baltimore School for the Arts.
Ha esordito come attore cinematografico, interpretando il ruolo di Iggy nella commedia musicale Grasso è bello (1988), diretta dal suo concittadino John Waters. L'anno seguente viene scelto per il personaggio di Knox Overstreet del film drammatico L'attimo fuggente (1989), diretto da Peter Weir.
Dal 1998 al 2000 ha interpretato il ruolo del presentatore sportivo Dan Rydell nella serie televisiva Sports Night, e dal 2009 al 2014 l'avvocato Will Gardner nella serie The Good Wife. Ha anche avuto un ruolo nella prima stagione della serie drammatica In Treatment (2008).
Charles lavora regolarmente anche a teatro. Nel 2004, è apparso a New York in una produzione del dramma di relazione di Neil LaBute Via da qui. È apparso alla Steppenwolf Theatre Company di Chicago nel 2006 nella prima mondiale di The Well-Appointed Room di Richard Greenberg. Ha poi interpretato un ruolo nella commedia di Caryl Churchill in A Number a San Francisco all'American Conservatory Theater, che si occupa del tema della clonazione umana. Nel 2007 è apparso al Manhattan Theatre Club nella commedia di Adam Bock The Receptionist. 
Di religione ebraica, nel settembre 2013 ha sposato la ballerina e scrittrice Sophie Flack, da cui ha avuto un figlio nato il 9 dicembre 2014. Nel 2018 ha avuto il suo secondogenito.
Nel 2024 partecipa al film Mothers' Instinct, con Anne Hathaway e Jessica Chastain.

## Filmografia

### Cinema
- Grasso è bello (Hairspray), regia di John Waters (1988)
- L'attimo fuggente (Dead Poets Society ), regia di Peter Weir (1989)
- ...non dite a mamma che la babysitter è morta! (Don't Tell Mom the Babysitter's Dead), regia di Stephen Herek (1991)
- Oltre il ponte (Crossing the Bridge), regia di Mike Binder (1992)
- Amici per gioco, amici per sesso (Threesome), regia di Andrew Fleming (1994)
- Coldblooded, regia di Wallace Wolodarsky (1995)
- Cosa fare a Denver quando sei morto (Things to Do in Denver When You're Dead), regia di Gary Fleder (1995)
- L'eroe del cielo (Pie in the Sky), regia di Bryan Gordon (1996)
- The Grave, regia di Jonas Pate (1996)
- Crossworlds - Dimensioni incrociate (Crossworlds), regia di Krishna Rao (1996)
- Little City, regia di Roberto Benabib (1997)
- Cyclops, Baby, regia di D. J. Caruso (1997)
- I Muppets venuti dallo spazio (Muppets from Space), regia di Tim Hill (1999)
- Meeting Daddy, regia di Peter Gould (2000)
- S.W.A.T. - Squadra speciale anticrimine (S.W.A.T.), regia di Clark Johnson (2003)
- Seeing Other People, regia di Wallace Wolodarsky (2004)
- Four Brothers - Quattro fratelli (Four Brothers), regia di John Singleton (2005)
- Fast Track, regia di Jesse Peretz (2006)
- The Darwin Awards, regia di Finn Taylor (2006)
- After.Life, regia di Agnieszka Wojtowicz-Vosloo (2009)
- Brevi interviste con uomini schifosi (Brief Interviews with Hideous Men), regia di John Krasinski (2009)
- Sonnet for a Towncar, regia di Mary Harron e John Walsh - cortometraggio (2010)
- Bird People, regia di Pascale Ferran (2014)
- Freeheld - Amore, giustizia, uguaglianza (Freeheld), regia di Peter Sollett (2015)
- I Smile Back, regia di Adam Salky (2015)
- Whiskey Tango Foxtrot, regia di Glenn Ficarra e John Requa (2016)
- The Drowning, regia di Bette Gordon (2016)
- L'incredibile vita di Norman (Norman: The Moderate Rise and Tragic Fall of a New York Fixer), regia di Joseph Cedar (2016)
- Framing John DeLorean, regia di Don Argott e Sheena M. Joyce (2019)
- Memory, regia di Michel Franco (2023)
- Mothers' Instinct, regia di Benoît Delhomme (2024)

### Televisione
- Murder in Mississippi, regia di Roger Young - film TV (1990)
- Cooperstown, regia di Charles Haid - film TV (1993)
- Norma Jean & Marilyn, regia di Tim Fywell - film TV (1996)
- The Underworld, regia di Rod Holcomb - film TV (1997)
- Sports Night - serie TV, 45 episodi (1998-2000)
- Our America, regia di Ernest R. Dickerson - film TV (2002)
- Stella - serie TV, episodio 1x06 (2005)
- Six Degrees - Sei gradi di separazione - serie TV, 4 episodi (2007)
- In Treatment - serie TV, 9 episodi (2007)
- The Date - serie TV, episodio 1x02 (2007)
- Law & Order - Unità vittime speciali (Law & Order: Special Victims Unit) - serie TV, episodio 10x02 (2008)
- The Good Wife - serie TV, 90 episodi (2009-2014)
- Masters of Sex - serie TV, 10 episodi (2015)
- Wet Hot American Summer: First Day of Camp – miniserie TV, 6 puntate (2015)
- Law & Order True Crime – serie TV, 7 episodi (2017)
- Wet Hot American Summer: Ten Years Later – miniserie TV, 6 puntate (2017)
- The Loudest Voice - Sesso e potere (The Loudest Voice) – miniserie TV, 3 puntate (2019)
- Away - serie TV (2020)
- We Own This City - Potere e corruzione (We Own This City), regia di Reinaldo Marcus Green – miniserie TV (2022)
- Ragazze elettriche (The Power) – serie TV, 6 episodi (2023)
- The Veil – miniserie TV, 6 puntate (2024)
- The Handmaid's tale - serie TV, (2025)

## Doppiatori italiani
Nelle versioni in italiano delle opere in cui ha recitato, Josh Charles è stato doppiato da:
- Francesco Bulckaen in L'attimo fuggente, Norma Jean e Marilyn, The Good Wife, Wet Hot American Summer: First Day of Camp, Wet Hot American Summer: Ten Years Later, Law & Order True Crime: The Menendez Murders, Mothers' Instinct, The Veil, The Handmaid's tale
- Fabio Boccanera in Little City, In Treatment
- Massimo De Ambrosis in Crossing the Bridge, S.W.A.T., Away
- Riccardo Rossi ne I Muppets venuti dallo spazio, We Own This City - Potere e corruzione
- Alessio Cigliano in L'incredibile vita di Norman, Ragazze elettriche
- Sandro Acerbo in Amici per gioco, amici per sesso
- Mauro Gravina in Sports Night
- Roberto Certomà in After.Life
- Stefano Benassi in Four Brothers
- Fabrizio Manfredi in Non dite a mamma che la babysitter è morta
- Alessandro Quarta in Freeheld - Amore giustizia uguaglianza
- Lorenzo Scattorin in The Loudest Voice - Sesso e potere